# Laccocythere aotearoa
Laccocythere aotearoa är en kräftdjursart som beskrevs av Hart 1970. Laccocythere aotearoa ingår i släktet Laccocythere och familjen Entocytheridae. Inga underarter finns listade i Catalogue of Life.